# Liste der Kulturdenkmale in Wundersleben
In der Liste der Kulturdenkmale in Wundersleben sind alle Kulturdenkmale der thüringischen Gemeinde Wundersleben (Landkreis Sömmerda) und ihrer Ortsteile aufgelistet (Stand: 2006).

## Wundersleben
Einzeldenkmale
| Bild                                    | Bezeichnung | Lage                    | Datierung       | Beschreibung | ID |
| --------------------------------------- | --- | ----------------------- | --------------- | ------------ | -- |
| weitere Bilder Fotos hochladen          | Kirche mit Ausstattung sowie Kirchhof mit historischen Grabsteinen und Reste der Friedhofsmauer mit Inschriftstein | Kirchstraße (Karte)     | 18. Jahrhundert |              |    |
| Direkt Bild zu diesem Denkmal hochladen | Hofanlage | Am Anger 5              |                 |              |    |
| Direkt Bild zu diesem Denkmal hochladen | Portal von 1588 | Dorfstraße 3            |                 |              |    |
| Direkt Bild zu diesem Denkmal hochladen | Portal von 1584 | Dorfstraße 6            |                 |              |    |
| Direkt Bild zu diesem Denkmal hochladen | Portal von 1577 | Kirchstraße 2           |                 |              |    |
| Direkt Bild zu diesem Denkmal hochladen | Portal von 1572 | Kirchstraße 8           |                 |              |    |
| Direkt Bild zu diesem Denkmal hochladen | Hofanlage | Vordere Töpferstraße 15 |                 |              |    |

## Quelle
- Landkreis Sömmerda. (Memento vom 1. Februar 2017 im Internet Archive; PDF; 160 kB) landkreis-soemmerda.de, Auszug aus dem Denkmalbuch des Landes Thüringen